# Fortim da Praia da Atalaia de Fernando de Noronha
O Fortim da Praia da Atalaia de Fernando de Noronha localizava-se na ilha de Fernando de Noronha, no arquipélago de mesmo nome, no estado de Pernambuco, no Brasil.
Integrava a defesa do setor sudeste da ilha, dominando a enseada da praia da Atalaia.

## História
Desconhecido da historiografia tradicional brasileira em história das fortificações, acredita-se tratar-se de um posto de vigia (uma atalaia), defendendo a cacimba de água potável no local. Teria dado origem às atuais toponímias - "cacimba da Atalaia" e "praia da Atalaia".
Esta estrutura figura em um mapa inglês da ilha de Fernando de Noronha (Londres, 1793. apud: SECCHIN, 1991:10-11), assinalada apenas com o nome de Forte.